# ديفيد هويليت
ديفيد هويليت (مواليد 5 يونيو 1990 في أوتاوا - كندا) لاعب كرة قدم كندي يلعب حاليا لصالح نادي الدرجة الممتازة بلاكبيرن روفرز الإنجليزي منذ 2007 في مركز المهاجم .

## روابط خارجية
- ديفيد هويليت على موقع الدوري الأمريكي (الإنجليزية)
- ديفيد هويليت على موقع قاعدة بيانات كرة القدم.إي يو (الإنجليزية)
- ديفيد هويليت على موقع ناشيونال فوتبول تيمز (الإنجليزية)
- ديفيد هويليت على موقع Soccerbase.com (لاعب) (الإنجليزية)
- ديفيد هويليت على موقع Soccerway.com (الإنجليزية)
- ديفيد هويليت على موقع عالم كرة القدم.نت (الإنجليزية)
- ديفيد هويليت على موقع كووورة
- ديفيد هويليت على موقع AS.com (الإسبانية)